# Портедж (округ, Вісконсин)
Шаблон:StateAbbr_ 44°29′ пн. ш. 89°30′ зх. д. / 44.48° пн. ш. 89.5° зх. д.
 Портедж (англ. Portage County) — округ (графство) у штаті Вісконсин. Ідентифікатор округу 55097.

## Історія
Округ утворений 1836 року.

## Демографія
За даними перепису 
2000 року 
загальне населення округу становило 67182 осіб, зокрема міського населення було 41486, а сільського — 25696.
Серед них чоловіків — 33490, а жінок — 33692. В окрузі було 25040 домогосподарств, 16496 родин, які мешкали в 26589 будинках.
Середній розмір родини становив 3,07.
Віковий розподіл населення поданий у таблиці:
| Стать    | До 15 років | 15-21 | 22-29 | 30-39 | 40-49 | 50-65 | 65-85 | Понад 85 |
| -------- | ----------- | ----- | ----- | ----- | ----- | ----- | ----- | -------- |
| Чоловіки | 6790        | 4907  | 4194  | 4802  | 5024  | 4685  | 2799  | 289      |
| Жінки    | 6292        | 5213  | 3717  | 4613  | 5055  | 4536  | 3557  | 709      |

## Суміжні округи
- Марафон — північ
- Шавано — північний схід
- Вопака — схід
- Вошара — південний схід
- Адамс — південний захід
- Вуд — захід

## Виноски
1. ↑  U.S. Decennial Census. United States Census Bureau. Процитовано 8 серпня 2015.
2. ↑  Historical Census Browser. University of Virginia Library. Архів оригіналу за 23 червня 2018. Процитовано 8 серпня 2015.
3. ↑  Forstall, Richard L., ред. (27 березня 1995). Population of Counties by Decennial Census: 1900 to 1990. United States Census Bureau. Процитовано 8 серпня 2015.
4. ↑  Census 2000 PHC-T-4. Ranking Tables for Counties: 1990 and 2000 (PDF). United States Census Bureau. 2 квітня 2001. Процитовано 8 серпня 2015.
5. ↑  State & County QuickFacts. United States Census Bureau. Архів оригіналу за 6 червня 2011. Процитовано 23 січня 2014.(англ.) Наведено за англійською вікіпедією.
6. ↑  American FactFinder. Бюро перепису населення США. Архів оригіналу за 26 лютого 2012. Процитовано 31 січня 2008.

| США | Це незавершена стаття з географії США. Ви можете допомогти проєкту, виправивши або дописавши її. |